# Jurij Larin
Jurij Larin, pseudonimo di Michail Aleksandrovič Lur'e (in russo Михаил Александрович Лурье, Юрий Ларин?; Sinferopoli, 4 luglio 1882 – Mosca, 14 gennaio 1932), è stato un rivoluzionario, politico ed economista russo e sovietico.

## Biografia
Nato nella famiglia di un intellettuale di Sinferopoli, fu attivo nel movimento socialdemocratico a partire dal 1900, e negli anni immediatamente successivi coordinò la nascita del Comitato cittadino del Partito Operaio Socialdemocratico Russo e poi l'organizzazione di strutture unitarie relative all'intera Crimea. Condannato a 8 anni di esilio nel governatorato di Jakutsk, nel 1904 scappò a Ginevra. Fece parte della corrente menscevica e con lo scoppio della prima guerra mondiale assunse posizioni internazionaliste. Tornò a Pietrogrado dopo la Rivoluzione di febbraio del 1917 e guidò il gruppo dei menscevichi internazionalisti, divenendo membro del Comitato esecutivo del Soviet cittadino.
Nell'agosto 1917, nella fase più acuta della repressione contro i bolscevichi, si schierò con questi ultimi. Dopo la Rivoluzione d'ottobre fu membro per più legislature del Comitato esecutivo centrale panrusso e di quello dell'Unione Sovietica. Si occupò principalmente di temi economici come la nazionalizzazione dell'industria e l'introduzione del monopolio statale nel commercio estero, e fu tra gli organizzatori del Gosplan.
Sua figlia, Anna Larina, fu la terza moglie del collega di partito Nikolaj Ivanovič Bucharin.